# 短齿单瘤酸模
短齿单瘤酸模（学名：Rumex marschallianus var. brevidens）为蓼科酸模属下的一个变种。